# گئورگی ورشینین
گئورگی ورشینین (روسی: Георгий Александрович Вершинин؛ زادهٔ ۱۶ نوامبر ۱۹۳۹) کشتی‌گیر کشتی فرنگی اهل روسیه است.
وی در مسابقات کشوری و بین‌المللی در مجموع برندهٔ ۱ مدال برنز شده‌است.